# Materiel-Velo.com
Materiel-Velo.com was een Belgische continentale wielerploeg die bestond van 2022 tot 2023. 

## Geschiedenis
Ze was in 2022 opgericht onder de naam Geofco-Doltcini Materiel-velo.com (GDM) en sinds haar oprichting een UCI Continental team. De ploeg richtte zich met name op Belgische en Franse wedstrijden, en bestond vrijwel volledig uit jonge wielertalenten van de Benelux. De ploeg heeft één overwinning behaald in het professionele wielercircuit, toen Ivan Centrone in 2022 de 10e etappe van de Tour Cycliste International de la Guadeloupe won.
De ploeg fuseerde met de Franse amateurclub Philippe Wagner Cycling tot Philippe Wagner/Bazin dat met de licentie van Materiel-velo.com uitkwam in 2024.

## Ploegnamen
| Jaar      | Naam                                                | UCI-code |
| --------- | --------------------------------------------------- | -------- |
| 2022 2023 | Geofco-Doltcini Materiel-velo.com Materiel-Velo.com | GDM      |

## Ploegleiding
| Voormalig Sébastien Fontaine (2022-2023) Geoffrey Coupé (2022-2023) Pascal Pieterarens (2022-2023) Christophe Masson (2023) |

## Renners
| 2022 Aurélien Biebuyck (2022) Simon Daniels (2022) William Denys (2022) Matthis Dethy (2022) Philippe Fievez (2022) Theo Goebeert (2022) Christophe Masson (2022) Julien Mortier (2022) Daniel Nordemann-Da Silva (2022) Stijn Siemons (2022) Angelo Van Den Bossche (2022) Theo Bonnet (2022-2023) Ivan Centrone (2022-2023) Jacques Gloesener (2022-2023) Alexandre Kess (2022-2023) Clément Vasseur (2022-2023) Johan Vincent (2022-2023) Lars Daniels (2022) (stagair) | 2023 Theo Bonnet (2022-2023) Ivan Centrone (2022-2023) Jacques Gloesener (2022-2023) Alexandre Kess (2022-2023) Clément Vasseur (2022-2023) Johan Vincent (2022-2023) Pol Breser (2023) Robbe De Ryck (2023) Len Dejonghe (2023) Enrico Dhaeye (2023) Gleb Karpenko (2023) Max Rushby (2023) Tristan Scherpenbergh (2023) Alessandro Tuscano (2023) Brent Van der Eycken (2023) Jarne Van Dyck (2023) Elias Vanheel (2023) |

## Hoogst behaalde resultaten

### Overwinningen en podiumplaatsen 2023
| Plek | Koers                                 | Land      | Datum      | Renner        |
| ---- | ------------------------------------- | --------- | ---------- | ------------- |
| 2e   | Bergklassement Flèche du Sud (UCI2.2) | Frankrijk | 21-05-2023 | Ivan Centrone |

### Overwinningen en podiumplaatsen 2022
| Plek | Koers                                                           | Land      | Datum      | Renner            |
| ---- | --------------------------------------------------------------- | --------- | ---------- | ----------------- |
| 1e   | Etappe 10 Tour Cycliste International de la Guadeloupe (UCI2.2) | Frankrijk | 14-08-2022 | Ivan Centrone     |
| 3e   | Etappe 7 Tour Cycliste International de la Guadeloupe (UCI2.2)  | Frankrijk | 11-08-2022 | Jacques Gloesener |
| 3e   | Etappe 5 Tour Cycliste International de la Guadeloupe (UCI2.2)  | Frankrijk | 09-08-2022 | Ivan Centrone     |